# Aldeia Potemkin

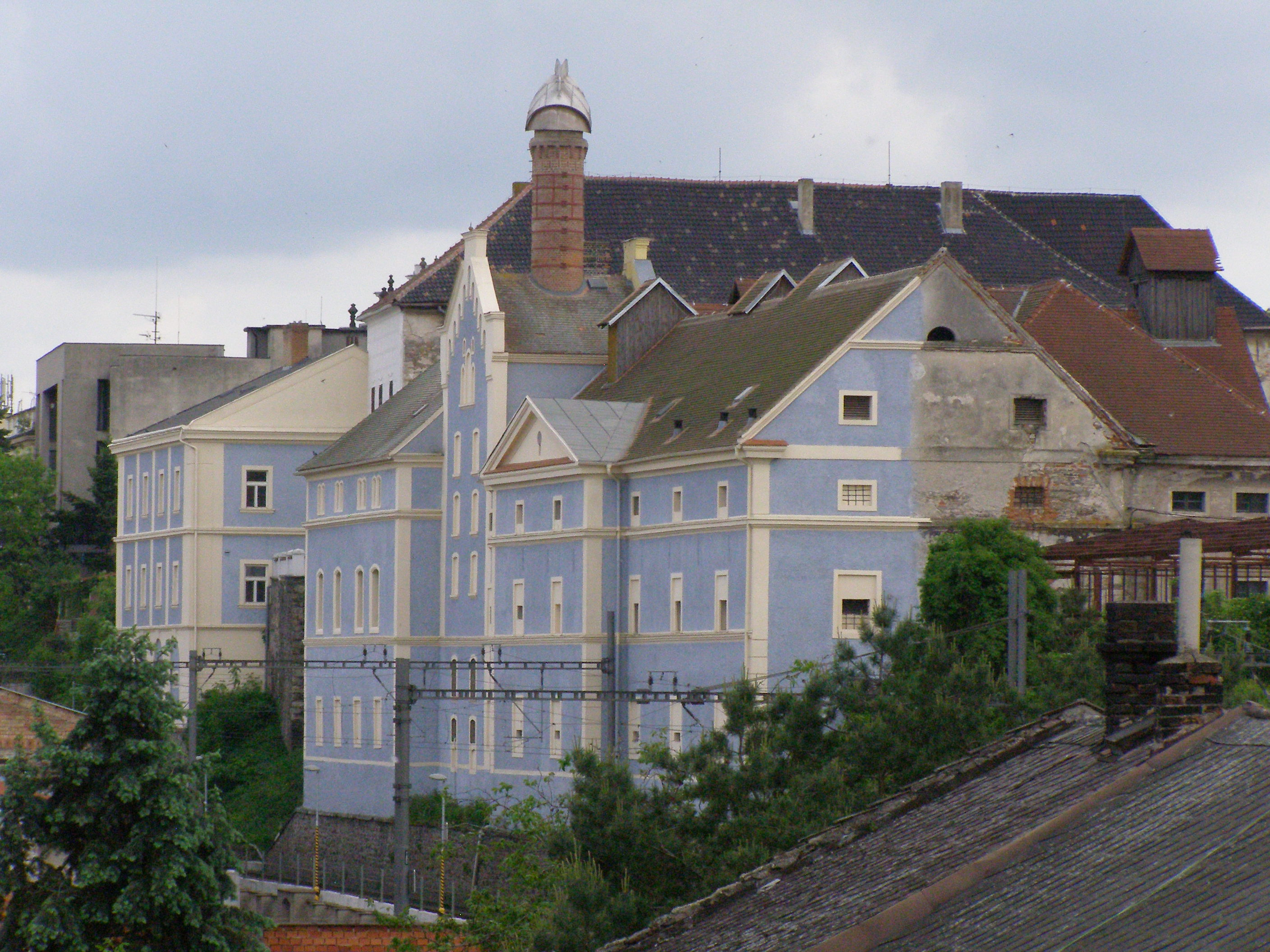
Devido à sua fachada recém pintada, todo o edifício parece ter sido reconstruído, embora o resto ainda esteja em decadência (cervejaria do, Chéquia)

Uma aldeia Potemkin é, em política e economia, qualquer construção, literal ou figurativa, cujo único objectivo é proporcionar uma fachada externa a um país que se está a dar mal, fazendo as pessoas acreditarem que o país se está a dar melhor, embora as estatísticas e os gráficos afirmassem o contrário.
O termo tem origem em relatos de uma falsa aldeia portátil construída exclusivamente para impressionar Imperatriz Catarina, a Grande pelo seu antigo amante Gregório Alexandrovich Potemkin, durante a sua viagem à Crimeia em 1787 [en]. Embora os historiadores modernos afirmem que os relatos desta aldeia portátil são exagerados, segundo o relato original Potemkin havia erguido assentamentos portáteis falsos ao longo das margens do rio Dnieper, a fim de impressionar a Imperatriz russa; as estruturas eram desmontadas assim que ela passasse, e remontadas mais adiante ao longo de sua rota, para que fossem vistas novamente como se fossem outra aldeia.  O termo é uma tradução do russo (em russo: потёмкинские деревни; romaniz.: potyómkinskiye derévni (AFI: /pɐˈtʲɵmkʲɪnskʲɪɪ dʲɪˈrʲevnʲɪ/).
Os historiadores modernos dividem-se quanto ao grau de veracidade por trás da história das aldeias Potemkin. Alguns escritores argumentam que os relatos são exagerados.

## Exemplos
- Kijŏng-dong (na Coreia do Norte)